# Rafael Palomar
Rafael J. Palomar Acosta (Ciudad Juárez, 19 luglio 1951) è un ex cestista messicano.

## Carriera
Con il Messico ha disputato una edizione dei Giochi olimpici (1976) e due edizioni dei Campionati americani (1980, 1984), oltre ai Giochi panamericani 1983.